# Porangatu (kommun)
Porangatu är en kommun i Brasilien.   Den ligger i delstaten Goiás, i den centrala delen av landet, 300 km nordväst om huvudstaden Brasília. Antalet invånare är 42 356.
Följande samhällen finns i Porangatu:
- Porangatu

Omgivningarna runt Porangatu är huvudsakligen savann. Runt Porangatu är det glesbefolkat, med 8 invånare per kvadratkilometer.